# New York State Route 9A
New York State Route 9A is een state highway in de Amerikaanse staat New York. Ze loopt van de stad New York naar Peekskill in de Westchester County over een totale lengte van 76 km. 

## Tracé
Het meest zuidelijke punt van de autosnelweg is in Lower Manhattan; met name de Brooklyn-Battery Tunnel. Het meest noordelijke punt is de Briarcliff-Peekskill Parkway in de Westchester County. In het zuiden vindt men aansluiting op de Franklin D. Roosevelt East River Drive via ondertunneling onder The Battery in de stad New York. 
De snelweg doet vrijwel integraal de westelijke oever van de Hudson aan, maar trekt vervolgens landinwaarts even voorbij Upper Manhattan. De snelweg gaat The Bronx binnen via de Henry Hudson Bridge. Straatnamen zijn de West Side Highway, 11th en 12th Avenue, de Joe DiMaggio Highway, de Henry Hudson Parkway en de Saw Mill River Parkway. 
Het meest zuidelijke tracé van de West Side Highway is een boulevard van Battery Park City tot Hell's Kitchen, waarna de weg verandert in een viaduct. Het viaduct begint in de wijk Upper West Side en termineert in de buurt van de George Washington Bridge. Het viaduct - de Henry Hudson Parkway - biedt aansluiting op de Interstate 95 nabij de wijk Washington Heights. 
9A scheidt van de U.S. Route 9 langs Ashburton Avenue en gaat noordwaarts verder als autoweg Saw Mill River Road. De route loopt ook even parallel met New York State Route 100. De snelweg treft de Interstate 87 en ontmoet later de Interstate 287 bij een verkeerswisselaar. 9A verlaat deze snelweg langs de Briarcliff-Peekskill Parkway en New York State Route 100 gaat rechtdoor als Saw Mill River Road. De route versmelt nog even met de U.S. Route 9 als de Croton Expressway in het dorp Ossining.
Na 76 km en doorkruising van Peekskill gaat de route definitief over in een normale U.S. Route met dezelfde wegcode en een totale lengte van 841,3 km.

## Geschiedenis
De oorsprong van route 9A dateert uit de jaren 1920, maar in die periode was de route veel korter en droeg wegcode 6A. Het beginpunt was de stad Yonkers en de stad New York werd oorspronkelijk gemeden. De wegcode veranderde in route 9A in 1927. De snelweg werd in 1934 verlengd naar de stad New York, terwijl het gedeelte tot en met Peekskill pas in 1967 toegevoegd werd (zie foto).
Tussen de jaren 20 en 50 werd een verhoogde autosnelweg in fases aangelegd langs de westkant van de stad, de West Side Elevated Highway. Uiteindelijk zou men deze in 1951 verlengen tot de Brooklyn-Battery Tunnel, waardoor de vaste-oeververbinding compleet was.
De West Side Elevated Highway werd echter afgebroken in de jaren 70 en 80 door slecht onderhoud aan het wegdek, waardoor het zuidelijke verkeer tussen Manhattan en Brooklyn moest worden omgeleid. In de jaren 90 bouwde men de huidige West Side Highway om het verbindingsprobleem op te lossen.